# 일차 대사산물
일차 대사산물(一次代謝産物, 영어: primary metabolite)은 정상적인 생장, 발달 및 번식에 직접적으로 관여하는 대사산물의 일종이다. 1차 대사산물은 일반적으로 생물체에서 생리적 기능(즉, 고유 기능)을 수행한다. 1차 대사산물은 보통 많은 생물체 또는 세포에 존재한다. 1차 대사산물은 또한 중심 대사산물이라고도 하며, 이 용어는 훨씬 더 제한적인 의미를 갖는다(자발적으로 생장하는 세포 또는 생물체에 존재). 1차 대사산물의 몇 가지 일반적인 예로는 젖산 및 특정 아미노산 등이 있다. 1차 대사산물은 약리학적 작용이나 효과를 나타내지 않는다.
대조적으로 2차 대사산물은 이러한 과정에 직접적으로 관여하지 않지만 일반적으로 중요한 생태학적 기능(즉, 관계 기능)을 가지고 있다. 2차 대사산물은 일반적으로 분류학적으로 제한된 세포 또는 생물체(식물, 균류, 세균 등)에 존재한다. 2차 대사산물의 몇 가지 일반적인 예로는 맥각 알칼로이드, 항생제, 나프탈렌, 뉴클레오사이드, 페나진, 퀴놀린, 테르페노이드, 펩타이드, 생장인자 등이 있다.
식물의 생장 조절인자는 식물의 생장 및 발달에서의 역할 때문에 1차 대사산물 및 2차 대사산물 둘 다로 분류될 수 있다. 이들 중 일부는 1차 대사와 2차 대사 사이의 대사 중간생성물이다.

## 같이 보기
- 물질대사
- 대사산물
- 2차 대사산물
- 대사길항물질
- 대사조절분석 – 특정 종류의 조절 분석
- 대사체
- 대사체학 – 주어진 조건에서 시스템(세포, 조직 또는 개체)의 전체적인 대사산물 프로파일에 대한 연구
- 휘발성 유기 화합물